# Trochosa abdita
Trochosa abdita là một loài nhện trong họ Lycosidae.
Loài này thuộc chi Trochosa. Trochosa abdita được Willis J. Gertsch miêu tả năm 1934.